# Aeropuerto de Karup
El Aeropuerto de Karup (en danés: Karup Lufthavn) (IATA: KRP, OACI: EKKA) está situado entre las ciudades de Viborg y Herning, en la región de Jutlandia Central, Dinamarca.

## Aerolíneas y destinos
| Aerolíneas           | Destinos           |
| -------------------- | ------------------ |
| Danish Air Transport | Copenhague-Kastrup |

## Estadísticas
Ver fuente y consulta Wikidata.
- Datos: Q127331
- Multimedia: Midtjyllands Lufthavn / Q127331